# Manuel Gutiérrez (autor dramático)
Manuel José Epitacio Gutiérrez de Salceda y Gómez (Ciudad de México, mayo de 1816 - 20 de octubre de 1889), fue un geógrafo, periodista, editor, estadista, escritor, dramaturgo, poeta y gobernador de Querétaro, que en ese entonces era Prefecto Imperial (1864-1866).

## Biografía
Manuel José Epitacio Gutiérrez de Salcedo y Gómez nació en la Ciudad de México en mayo de 1816 y no tenía un vínculo profundo con Querétaro, excepto que tal vez se había casado con Doña María Dolores Nájera, que había pasado gran parte de su infancia en ese estado y con quién se casó el 3 de agosto de 1856. Es por eso que quizá, Gutiérrez de Salceda gobernó pacíficamente el Departamento de Querétaro durante casi dos años, y al asumir el mando toda la familia se mudó allí.
Se había desempeñado como consejero y secretario privado de Anastasio Bustamante, Juan Álvarez, Mariano Arista e Ignacio Comonfort. Diputado Federal; fundó y dirigió la Escuela de Artes y Oficios.
Mientras era Prefecto Imperial del Departamento antes nombrado, todo era tranquilidad, pues se dejó asumir que el Segundo Imperio se fortaleciera, ya que la resistencia de los republicanos había sido relegada a regiones distantes al norte del país. Casi nada acabó con el bucolismo pacífico en la que vivían los queretanos al grado de que uno de los principales acontecimientos de esos años no pasó de ser un chisme de la corte.
También al ser nombrado con el cargo antes dicho, la república también se encontraba en el marco la Intervención Francesa; como Maximiliano y Carlota no tenían hijos, la descendencia que podrían tener los emperadores era una preocupación constante, el Emperador consolidó su dinastía mediante la adopción de un príncipe mexicano y, con curiosidad, eligió a Agustín de Iturbide y Green, nieto del primer Emperador, Agustín de Iturbide; hijo de Don Ángel de Iturbide, quién se había exiliado en Filadelfia después del fusilamiento de su padre y de una plebeya anglosajona, Alice Green. La única condición que puso a Maximiliano para su adopción fue que el nuevo príncipe aceptará quitarse de su nombre el segundo apellido, y a partir de entonces ese niño se convertiría en heredero al trono.
La sociedad queretana parece haber aceptado sin demasiados problemas su nueva condición de súbdito imperial: su vida cotidiana continuó sin grandes contratiempos, lo mismo que sus distracciones. La famosa diva Ángela Peralta debutó con gran éxito en el Teatro Iturbide, en una función dedicada al Emperador. Por la misma época, los oficiales franceses ofrecieron un sonado baile en el Casino Español, que habría de ser recordado por mucho tiempo. Incluso, la tranquilidad llegó a ser tal que los queretanos se encontraron comentando, como el principal suceso en muchos meses, el incendio de la casa de don Timoteo Fernández de Jáuregui, que ardió con furia durante varias horas; desde entonces el sitio se le conoce como el "Portal Quemado". Un acontecimiento más conmovedor fue el fusilamiento del general José María Arteaga en Uruapan, el 21 de octubre de 1865. La noticia afectó profundamente a los queretanos, que lo estimaban por su afortunado papel como gobernador de su estado, y la tristeza se manifestó a pesar de que el general murió como un guerrillero, empeñando su obstinada lucha contra el Imperio.
Durante el gobierno de Manuel Gutiérrez se fundó la Sociedad Queretana de Geografía y Estadística, el 23 de abril de 1865, para que en ella se realizaran estudios relacionados con la agricultura y el medio ambiente de la región aunada a la Sociedad de Geografía y Estadística, institución que tenía operaciones en la Ciudad de México.
La paz de la sociedad queretana pronto llegó a su fin, como sí de un idilio se tratase. En vez de consolidarse, el Imperio se volvió cada día más débil y no logró superar los numerosos problemas que afrentaban. Cuando se anunció el retiro de las tropas francesas fue evidente para todos que los días del Emperador y el Imperio estaban contados. Manuel Gutiérrez Gómez renunció a su cargo el 3 de septiembre de 1866 y dejó en su lugar a su secretario, Don José Antonio Septién y Villaseñor, al no verse obligado a cumplir los decretos de huestes francesas. Editor del diario El Correo Germánico de breve periodo del 1 de agosto al 14 de octubre de 1876. Llegó a ser Comisario de Guerra y Marina.  
Murió en la Ciudad de México el 20 de octubre de 1889, cuando era Jefe del Archivo de Hacienda, y fue sepultado en el Panteón del Tepeyac de la Villa de Guadalupe Hidalgo.
Su hijo Manuel Gutiérrez Nájera se hizo famoso como uno de los principales poetas modernistas; murió en la Ciudad de México el 3 de febrero de 1895 por desangramiento debido a la hemofilia.

## Obras
- Gutiérrez, Manuel (1875). Apuntes para servir a la estadística minera del estado de Querétaro.. México: Jens y Zapiain. Consultado el 29 de diciembre de 2023.[21]